# Orfelia minima
Orfelia minima is een muggensoort uit de familie van de Keroplatidae. De wetenschappelijke naam van de soort is voor het eerst geldig gepubliceerd in 1890 door Giglio-Tos.